# Ferrovia Enshū
La Ferrovia Enshū (遠州鉄道?, Enshū Tetsudō), chiamata anche Entetsu (遠鉄?), è una compagnia ferroviaria giapponese che gestisce una linea ferroviaria ad Hamamatsu, nella prefettura di Shizuoka.
L'azienda gestisce anche una rete di autobus e fa parte del Gruppo Entetsu che svolge attività nel settore assicurativo, immobiliare, della distribuzione e del tempo libero.
Enshū è il nome abbreviato sino-giapponese della provincia di Tōtōmi, che copre la parte occidentale di Shizuoka.

## Storia
Nel 1907 viene fondata la Hamamatsu Tetsudō (浜松鉄道?) che un anno dopo viene fusa nella Dainippon Kidō (大日本軌道?) diventandone una filiale. Questa compagnia tranviaria, che operava in diverse città giapponesi, aprì la linea Nakanomachi il 3 marzo 1909 e la linea Futamata il 6 dicembre 1909. Il 12 ottobre 1919 viene fondata la Enshū Kidō (遠州軌道?) a cui Dainippon cede le linee. Il 23 agosto 1921 la Enshū Kidō cambia nome in Enshū Electric Railway. Il 1º aprile 1923 la linea Futamata (l'attuale linea Enshū) viene elettrificata.
Al fine di aumentare l’efficienza dei trasporti locali durante la Guerra del Pacifico e quindi risparmiare risorse, il 1º novembre 1943, sei società nell'area di Hamamatsu, inclusa Enshū Electric Railway, si fusero per formare la Ferrovia Enshū. La nuova compagnia, conosciuta anche come Entetsu, disponeva ora di un'ampia rete di autobus e il 10 dicembre 1944 chiuse la linea Kasai. Anche durante i devastanti raid aerei americani del giugno 1945, le operazioni sulla linea ferroviaria Enshū furono mantenute senza interruzioni.
Il 1º maggio 1947, anche Hamamatsu Tetsudō si fuse con Entetsu. Negli anni '50 Entetsu conobbe una forte crescita nelle operazioni di autobus, soprattutto nel traffico ricreativo. Nel 1956 l'azienda entra nel settore del turismo aprendo un parco divertimenti. In considerazione della motorizzazione di massa durante il boom economico dell'epoca, per modernizzare il trasporto ferroviario l'azienda si concentrò esclusivamente sulla linea ferroviaria Enshū e il 1º novembre 1964 chiuse la linea in perdita Okuyama, il che significava che non esisteva più una linea ferroviaria diretta che collegasse il nord-ovest della città. Intorno al 1970 si ebbe un'ulteriore espansione nel settore turistico.
Il 1 dicembre 1985, nel centro della città, la linea ferroviaria Enshū è stata sopraelevata permettendo l'eliminazione di numerosi passaggi a livello. Nel 1982 Entetsu mise in funzione una stazione centrale degli autobus. Tre anni dopo, il numero dei dipendenti salì a oltre 5.000. Durante la bolla economica, Entetsu si trasformò da azienda di trasporti a gruppo di servizi verticalmente integrato . Ciò includeva l'apertura di un proprio grande magazzino in una posizione centrale, l'ingresso nel commercio di veicoli e l'apertura di hotel. Dopo una lunga recessione, alla fine degli anni Novanta è seguita un'altra fase di espansione, questa volta nei settori dell'edilizia e del tempo libero. Nel frattempo, Entetsu Store è diventata la più grande catena di supermercati nella prefettura di Shizuoka.
L'inizio del 21º secolo è stato caratterizzato dall'ampliamento della sezione del viadotto della linea ferroviaria Enshū, dall'introduzione a livello nazionale della chip card NicePass e dall'inizio del servizio rapido di autobus.

## Linee ferroviarie
La società gestisce una sola linea ferroviaria.
- Linea ferroviaria Enshū (遠州鉄道線?): Shin-Hamamatsu - Nishi-Kajima (17,8 km, 18 stazioni)

Percorso linea

## Materiale rotabile
Esistono due tipi di veicoli passeggeri la serie 1000 e la serie 2000. Tutte le vetture sono verniciate con carrozzeria rossa con linee bianche e grigie, per questo la linea viene spesso chiamata Akaden (あかでん?), che significa Il treno rosso

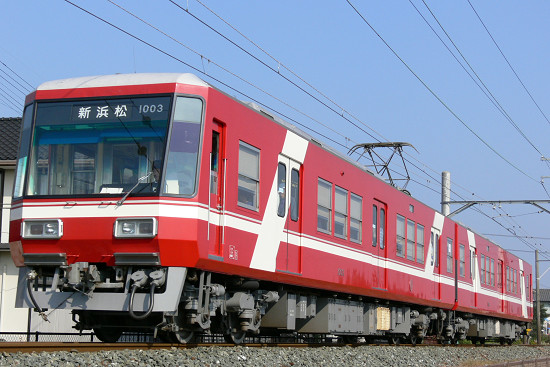
Serie 1000
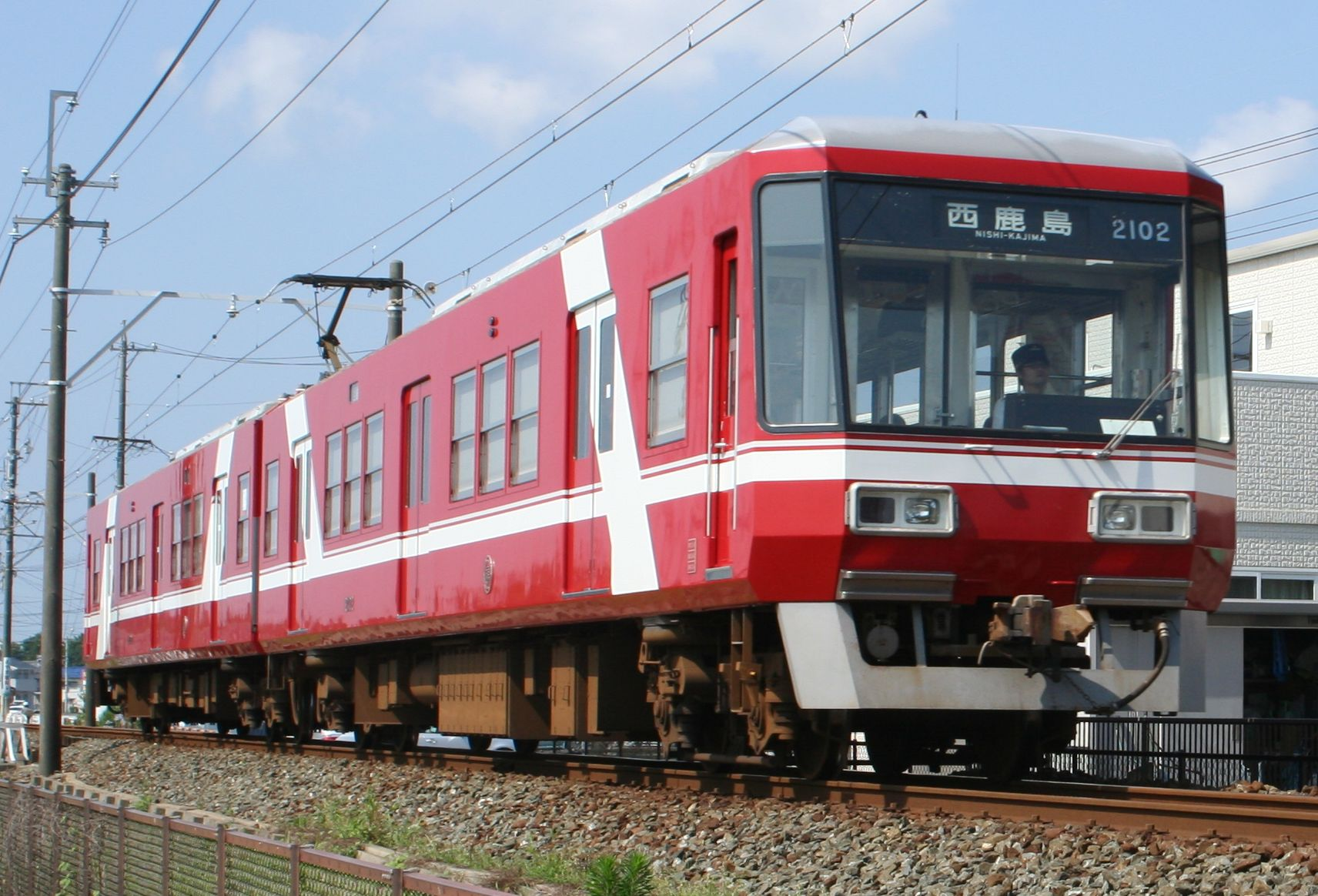
Serie 2000

- Serie 1000
- Serie 2000

## Altre aree di business

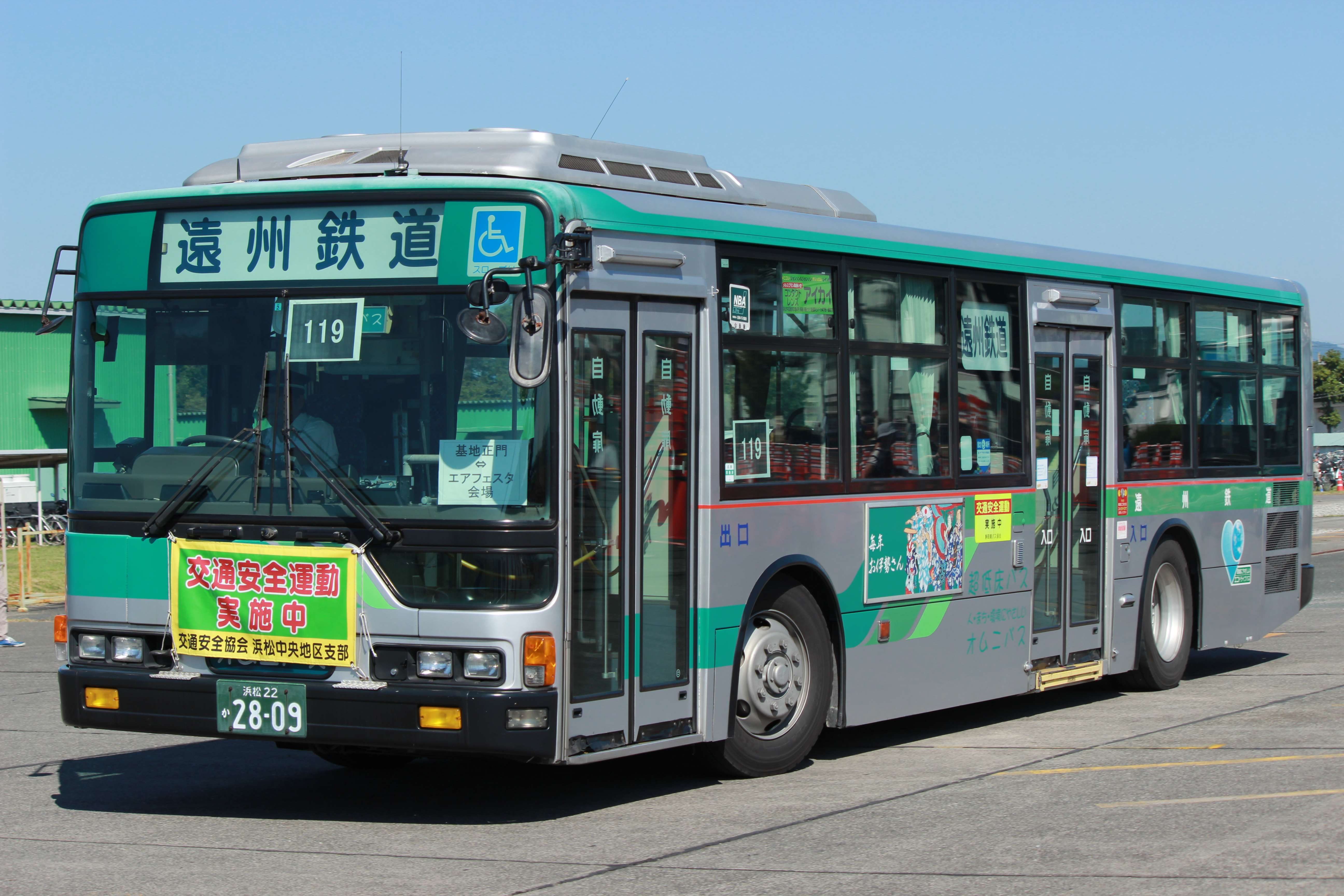
Autobus urbano a pianale ribassato di Entetsu Bus

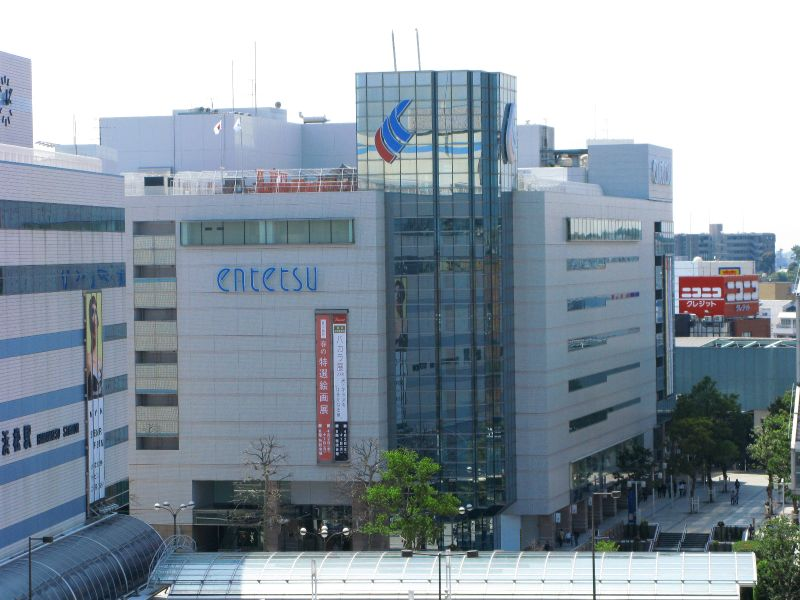
Grandi magazzini Entetsu

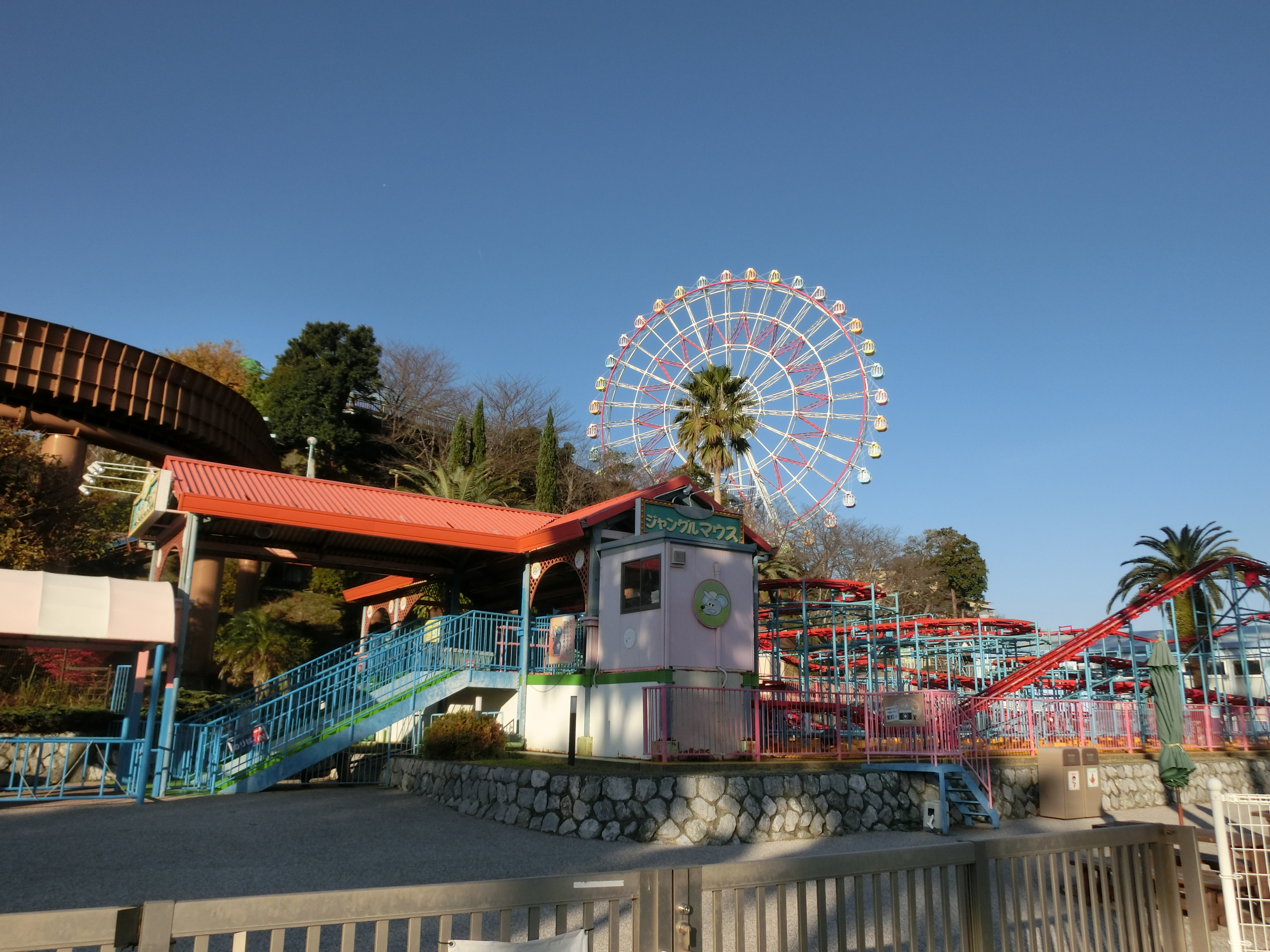
Parco divertimenti Hamanako Palpal

Oltre al trasporto ferroviario il Gruppo Entetsu gestisce autobus, commercio immobiliare, sanità, agenzia assicurativa e pubblicità. Ci sono anche diverse filiali che operano anche nella regione circostante.

### Trasporto
- Entetsu Bus (遠鉄バス?)
- Entetsu Taxi
- Hinode Jidosha Kogyo (Servizi stradali, manutenzione automobili)

### Benessere
- Entetsu Kankō Kaihatsu: parco divertimenti “Hamanako Palpal”, hotel, Museo Hamanako Jukebox, Funivia Kanzanji
- Entetsu Travel: Agenzia di viaggi

### Immobiliare
- Entetsu Kensetsu: Progettazione, costruzione e manutenzione di edifici residenziali e commerciali

### Vendita al dettaglio
- Entetsu Department Store (grande magazzino) - Partnership con Takashimaya
- Entetsu Store (supermercato)

### Servizi per la mobilità
- Shizuoka Toyota Jidōsha: vendita di auto Toyota nuove e usate, ispezioni generali, riparazioni
- Toyota Rent a Car Hamamatsu : noleggio auto, vendita accessori
- Entetsu Sekiyu : Gestione delle stazioni di servizio
- Entetsu Jidōsha Gakkō e Hamamatsu Jidōsha Gakkō : autoscuole

### Altri servizi
- Entetsu System Service : Informatica
- Entetsu Assist : Agenzia per il lavoro